# Siphona simulans
Siphona simulans là một loài ruồi trong họ Tachinidae.